# Erica Musso
Erica Musso (Savigliano, 29 juli 1994) is een Italiaanse zwemster.

## Carrière
Bij haar internationale debuut, op de wereldkampioenschappen zwemmen 2015 in Kazan, strandde Musso in de series van de 800 meter vrije slag. Op de 4x200 meter vrije slag sleepte ze samen met Alice Mizzau, Chiara Masini Luccetti en Federica Pellegrini de zilveren medaille in de wacht. Op de Europese kampioenschappen kortebaanzwemmen 2015 in Netanja eindigde de Italiaanse als zevende op de 400 meter vrije slag en als achtste op de 800 meter vrije slag, daarnaast werd ze uitgeschakeld in de series van de 200 meter vrije slag.

## Internationale toernooien
| Jaar | Olympische Spelen | WK langebaan                            | WK kortebaan | EK langebaan | EK kortebaan                                              |
| ---- | ----------------- | --------------------------------------- | ------------ | ------------ | --------------------------------------------------------- |
| 2015 |                   | 19e 800m vrije slag · 4x200m vrije slag |              |              | 13e 200m vrije slag 7e 400m vrije slag 8e 800m vrije slag |

## Persoonlijke records
Bijgewerkt tot en met 6 december 2015
Kortebaan
| Afstand         | Tijd    | Datum            | Plaats    |
| --------------- | ------- | ---------------- | --------- |
| 200m vrije slag | 1.56,45 | 13 november 2015 | Massarosa |
| 400m vrije slag | 4.02,28 | 6 december 2015  | Netanja   |
| 800m vrije slag | 8.22,48 | 2 december 2015  | Netanja   |

Langebaan
| Afstand         | Tijd    | Datum         | Plaats   |
| --------------- | ------- | ------------- | -------- |
| 200m vrije slag | 1.58,65 | 17 april 2015 | Riccione |
| 400m vrije slag | 4.08,09 | 12 juni 2015  | Rome     |
| 800m vrije slag | 8.28,70 | 14 juni 2015  | Rome     |